# Донгарян, Шаген Саакович
Шаген Саакович Донгарян — советский государственный и хозяйственный деятель.

## Биография
Родился в 26 сентября 1928 года в селе Матраса Шемахинского района Азербайджанской ССР.
В 1950 году окончил строительный факультет Азербайджанского индустриального института.
Свой трудовой путь начал молодым специалистом - прорабом. Здесь он стал управляющим строительным трестом "Бугульманефтестрой", ряд лет возглавлял объединение "Татнефтегазстрой" и с 1966 года в течение четверти века работал заместителем министра нефтяной промышленности СССР.
Избирался депутатом Верховного Совета ТАССР и Бугульминского городского Совета[когда?].
В 1995 году избран Действительным членом Академии горных наук РФ.
В 2000 году присвоено звание "Почетный гражданин города Бугульмы".                                                                        Железнодорожная катастрофа в 1989 году.1710 км.АША .Следствие интересовалось весьма высокопоставленными лицами, вплоть до заместителя министра нефтяной промышленности Шагена Донгаряна.

### Трудовая деятельность
- 1950-1951 - мастер СУ-2 Татарского территориального стройуправления Министерства нефтяной промышленности СССР, Бугульма.
- 1951-1952 - прораб СУ-2 Татарского территориального стройуправления Министерства нефтяной промышленности СССР, Бугульма.
- 1952-1953 - начальник стройучастка №3 треста "Бугульманефстрой" Татарского территориального стройуправления МНП СССР, Бугульма.
- 1953-1954 - заместитель начальника, начальник производственного отдела Татарского территориального стройуправления МНП СССР, Бугульма.
- 1954-1956 - главный инженер 4-го стройрайона треста "Альметьевнефтестрой" МНП СССР, Альметевск.
- 1956 - 1959 - главный инженер треста "Альметьевнефтестрой" МНП СССР, Альметьевск.
- 1959-1960 - управляющий трестом "Бугульманефтестрой" Татарского совнархоза, Бугульма.
- 1960-1963 - начальник управления строительства Татарского Совнархоза, Казань.
- 1963-1965 - начальник комбината "Татнефтестрой" Государственного комитета по газовой промышленности СССР, Альметьевск.
- 1965-1989 - заместитель Министра нефтяной промышленности СССР, член коллегии, Москва
- 1989-1990 - представитель Миннефтепрома СССР в Ираке и Кувейте, Багдад.
- 1991-1992 - вице-президент ТЭБ Российской товарно-сырьевой биржи, Москва
- 1992-1997 - первый заместитель генерального директора ОАО "РИТЭК", Москва
- 1997-1999 - консультант генерального директора ЗАО "Строгановы", Москва
- 2002-2006 - советник первого вице-президента ОАО "АК "Транснефтепродукт", Москва

С июля 2006 г. - на пенсии
За разработку и внедрение новых высокоэффективных научно-технических и инженерных решений освоения в короткие сроки Самотлорского нефтяного месторождения был удостоен Госпремии СССР 1977 года.
Умер в Москве в 2010 году.